# فرودگاه شهری بلاندینگ
فرودگاه شهری بلاندینگ (به انگلیسی: Blanding Municipal Airport) یک فرودگاه همگانی بهره‌برداری هوایی با کد یاتا BDG است که یک باند فرود آسفالت دارد و طول باند آن ۱۷۶۲ متر است. این فرودگاه در کشور ایالات متحده آمریکا قرار دارد و در ارتفاع ۱۷۸۹ متری از سطح دریا واقع شده‌است.